# Plößberg (Bawaria)
Plößberg – gmina targowa w Niemczech, w kraju związkowym Bawaria, w rejencji Górny Palatynat, w regionie Oberpfalz-Nord, w powiecie Tirschenreuth. Leży w Lesie Czeskim, około 10 km na południe od Tirschenreuth, przy granicy z Czechami.

## Dzielnice
W skład gminy wchodzą następujące dzielnice: Albernhof, Beidl, Beidlmühle, Betzenmühle, Bodenmühle, Dreihöf, Dürnkonreuth, Erkersreuth, Frankengut, Geißenreuth, Geisleithen, Honnersreuth, Kohlerhof, Konnersreuth, Krähenhaus, Kriegermühle, Leichau, Liebenstein, Neuteichhof, Ödschönlind, Plößberg, Prommenhof, Rothhof, Schafmühle, Schirnbrunn, Schleif, Schnackenhof, Schönkirch, Schönficht, Schönthan, Schönthan-Zankelhut, Stein, Streißenreuth, Waffenhammer, Wildenau, Wurmsgefäll.